# Femkant
 "Pentagon" omdirigeres hertil. For det amerikanske forsvarsministeriums bygning, se Pentagon-bygningen.
En femkant eller pentagon (af græsk pental for tallet 5) er en polygon med fem sider.
Pentagon har blandt andet lagt navn til Pentagon-bygningen, der huser USA's forsvarsministerium. Pentagonen bliver også brugt i forbindelse med det gyldne snit.
Vinkelsummen i en femkant er 540°. En regulær femkant har således en vinkel på 108°, hvilket gør tessellation med regulære femkanter umulig, da dette ikke er en divisor til 360°, der svarer til en hel tørn.